# 奧洛涅茨省
奧洛涅茨省（羅馬化：Olonetskaya guberniya）是俄羅斯帝國的一個省，其範圍為今日卡累利阿共和國大部、阿爾漢格爾斯克州西南部、沃洛格達州西北部等。成立於1801年。面積270,165平方公里，1897年人口367,902人。首府彼得羅扎沃茨克。
下分7區。